# Лука Мркшић
Лука Мркшић (Нови Сланкамен, код Инђије, 1899 — 1976) био је учесник Народноослободилачке борбе и друштвено-политички радник САП Војводине. Од јула 1947. до априла 1953. године био је председник Народне скупштине Аутономне Покрајине Војводине.

## Биографија
Лука Мркшић рођен је 1899. године у Новом Сланкамену код Инђије. Завршио је гимназију. Пре Другог светског рата био је државни службеник.
У Народноослободилачку борбу се укључио 1941. године. За време рата био је члан Покрајинског комитета Комунистичке партије Југославије за Војводину и Главног Народноослободилачког одбора Војводине.
После ослобођења био је:
- председник Главног Извршног одбора Народне скупштине АП Војводине
- председник Народне скупштине АП Војводине од јула 1947. до априла 1953. године
- председник Извршног већа АП Војводине од 5. септембра 1948. до 20. марта 1953. године

Биран је за посланика Савезне скупштине и Народне скупштине Србије у више сазива.
Умро је 1976. године.
Носилац је Партизанске споменице 1941. и већег броја ратних и мирнодопских одликовања.